# Paralimnophila angusticincta
Paralimnophila angusticincta är en tvåvingeart som beskrevs av Alexander 1960. Paralimnophila angusticincta ingår i släktet Paralimnophila och familjen småharkrankar. Inga underarter finns listade i Catalogue of Life.